# SUMo
SUMo (Software Update Monitor) — это бесплатная утилита, работающая под управлением операционной системы Windows, которая позволяет пользователям производить мониторинг обновлений для программного обеспечения, установленного на компьютере.

## Описание
SUMo предоставляет простой и интуитивно понятный графический интерфейс, оснащённый многоязычной поддержкой для отслеживания в сети наличия новых версий для установленного программного обеспечения.
Утилита детально сканирует систему и выводит список всех программ, а также номера их версий и сведения о разработчиках.
SUMo может проверять наличие обновлений сразу для всех, или только для выборочных программ, без их предварительного запуска, и в случае обнаружения в сети более новой версии выводит окно с предложением обновить программу, предоставляя ссылку для её загрузки.

## Возможности
- Автоматическое определение установленного программного обеспечения.
- Обнаружение необходимых обновлений/патчей/бета-версий.
- Чёрный список (отслеживает только необходимое конкретные выпуски программного обеспечения).
- Интернациональная поддержка.
- По заявлению пользователей имеет хорошую совместимость и выдаёт ложные обновления реже, чем другие утилиты для мониторинга обновлений.